# Focicchia
Focicchia (korziško Fughjuchja) je naselje in občina v francoskem departmaju Haute-Corse regije - otoka Korzika. Leta 2008 je naselje imelo 41 prebivalcev.

## Geografija
Kraj leži v osrednjem delu otoka Korzike 93 km jugozahodno od središča Bastie.

## Uprava
Občina Focicchia skupaj s sosednjimi občinami Aiti, Alando, Altiani, Alzi, Bustanico, Cambia, Carticasi, Castellare-di-Mercurio, Erbajolo, Érone, Favalello, Giuncaggio, Lano, Mazzola, Pancheraccia, Piedicorte-di-Gaggio, Pietraserena, Rusio, Sermano, Sant'Andréa-di-Bozio, San-Lorenzo, Santa-Lucia-di-Mercurio in Tralonca sestavlja kanton Bustanico s sedežem v Bustanicu. Kanton je sestavni del okrožja Corte.